# Luonan Xincun
Luonan Xincun (chiń. 罗南新村站) – stacja metra w Szanghaju, na linii 7. Zlokalizowana jest pomiędzy stacjami Meilanhu i Panguang Lu. Została otwarta 28 grudnia 2010.